# Timeriovo
Timeriovo (del ruso: Тимерёво) es un yacimiento arqueológico muy importante cercano al pueblo de Bolshoye Timeriovo, 7 km al sudoeste de Yaroslavl, en Rusia, en el que se han encontrado los mayores depósitos de monedas árabes en Europa del Norte. Uno de los más nombrados en la región de que se encuentra, no se le conoce mucho de su historia.

## Descripción e historia
El yacimiento cubre un área de cinco hectáreas y no cuenta con fortificaciones. Parece haber sido operado por los varegos desde su base principal en Sarskoye Gorodishche (cerca de Rostov), algunos como Sárskoye, este situado en las cercanías de una vía fluvial principal (el Volga), además, las cantidades substanciales de monedas árabes indican que esta posición era el puesto comercial escandinavo más importante en la ruta comercial del Volga, en aquellos tiempos.
El yacimiento fue colonizado originalmente por una mezcla de población local y mercaderes nórdicos en el siglo IX, cuya fecha se basa en los tres depósitos principales de dirhams detectadas en Timeriovo desde la década de 1960. El primer depósito, que cuenta con unas 2100 monedas, fue dispersado antes de que los investigadores tuvieran noticia de su existencia. De este modo, sólo se conocen setenta monedas, de las cuales, las más antiguas se pueden datar en el año 867. Otro depósito, con más de 2000 dirhams (enteros o en pedazos), fue el mayor descubrimiento de este tipo de monedas encontrado de la Alta Edad Media. La moneda más antigua fue acuñada por Idris II (que reinó en las décadas de 810 y 820). Muchos dirhams tienen runas grabadas.
El lugar fue abandonado hacia finales del siglo IX, para ser rehabitado medio siglo posteriores. Al menos 400 kurganes de druzhina fueron erigidos aquí en ese período. El rito de enterramiento normalmente incluía la cremación. Las excavaciones sacaron a la luz una cantidad inusual de alfarería escandinava, así como un sorprendente número de cruces, que indica que una parte grande de la población nórdica estaba cristianizada. Entre otras cosas se encontraron artefactos de ámbar del Báltico, un asador peculiar, una spatha grabada con el nombre de un tal Ulfbert del Rin, y una pieza de ajedrez con una enigmática inscripción rúnica.
El lugar fue abandonado definitivamente a principios del siglo XI, simultáneamente al declive de Sarskoye Gorodishche y la fundación de Yaroslavl. La última moneda encontrada en Timeriovo fue acuñada por Bruno II de Frisia ( entre 1038 y 1057).